# Blue in Green
"Blue in Green" —en español: Azul en verde— es la tercera pieza del álbum de Miles Davis, «Kind of Blue», de 1959. La pieza también se incluyó en el álbum Portrait in Jazz de Bill Evans, lanzado el mismo año, y desde entonces ha sido versionada por muchos intérpretes, especialmente desde la década de 1980, y se ha establecido como un estándar del jazz.
Thomas Ward escribió en AllMusic: «“Blue in Green” es posiblemente la pieza musical más hermosa de Kind of Blue. La interpretación del grupo alcanza nuevos niveles de sutileza y trascendencia, y la obra se beneficia enormemente de la incorporación del pianista Bill Evans, uno de los mayores colaboradores de Miles Davis. De hecho, su parte de piano es magnífica, y su solo es una obra maestra de un lirismo inigualable. El tempo de la melodía es audazmente lento, y es fácil para el oyente pensar que se desmoronará en cualquier momento. Sin embargo, no es así gracias a la genialidad de los músicos.»

## Composición
Se ha especulado durante mucho tiempo que el pianista Bill Evans escribió "Blue in Green", aunque el LP y la mayoría de los libros de jazz atribuyen únicamente a Miles Davis su composición. En su autobiografía, Davis sostiene que compuso solo las piezas de Kind of Blue. La versión del álbum de trío de Evans, Portrait in Jazz, grabado a finales de 1959, atribuye la melodía a "Davis-Evans". Earl Zindars, en una entrevista realizada por Win Hinkle, afirmó que "Blue in Green" era efectivamente "cien por cien de Bill".
En una entrevista radiofónica emitida el 27 de mayo de 1979, el propio Evans afirmó haber escrito la pieza. Cuando le preguntó la entrevistadora Marian McPartland, dijo: "La verdad es que yo [escribí la música]... No quiero montar un caso federal, la música existe y Miles recibe los pagos por los derechos. He conseguido una conexión que no se puede medir en precio, y eso me basta." Evans alegó que cuando sugirió que tenía derecho a una parte de los derechos de autor, Davis le firmó un cheque por 25 dólares.
Bill Evans afirmó haber realizado la mayor parte del trabajo compositivo, si bien se basó en dos acordes —Sol menor y La aumentado— que el trompetista le había pedido que desarrollara en una pieza. En una grabación realizada en diciembre de 1958 o enero de 1959 para el álbum Chet de Chet Baker (antes de las sesiones de Kind of Blue), la introducción de Evans en el estándar de jazz "Alone Together" ha sido comparada directamente con su interpretación en "Blue in Green".

## Músicos
- Miles Davis – trompeta
- John Coltrane – saxo tenor
- Bill Evans – piano
- Paul Chambers – contrabajo
- Jimmy Cobb – batería

Una de las dos baladas de la grabación (la otra es «Flamenco Sketches»), es la única pieza de [["Kind of Blue"]l álbum que no incluye al saxofonista alto Cannonball Adderley. El lanzamiento en 2008 de "Kind of Blue (Legacy Edition)" contiene una secuencia de estudio que incluye un diálogo y una toma alternativa de la introducción; el diálogo sugiere que la pieza puede haber sido originalmente pensada para ser interpretada por un cuarteto con trompeta sin Coltrane ni Adderley.

## Estructura musical
La melodía es modal, incorporando la presencia de los modos dórico, mixolidio y lidio. Mauricio Hdez. Cervantes la definió como una «una efigie a la suavidad sonora, en la que se aprecia –sin lugar a dudas, y en su máxima expresión– la profundidad que puede alcanzar la sencillez.». Para Federico Lechner es una canción que «ofrece un respiro» después de «So What» y de «Freddie Freeloader»: «Blue in Green abre un nuevo mundo armónico, y aporta un plano de calma».
En cuanto a la estructura armónica, Ted Gioia explicaba que "la composición tiene diez compases, algo bastante inusual en el jazz, cuyos temas tienden a desarrollarse en bloques de 8, 12 o 16 compases. Como resultado, el oído se engaña al llegar al final de cada bloque de "Blue in Green". Espera otros dos o cuatro compases, pero en cambio la composición retrocede al principio [...] la composición tiene una estructura precisa y una duración de coro fija, a diferencia de «Flamenco Sketches» de Davis, del mismo proyecto Kind of Blue, pero algunos elementos poco convencionales tienden a oscurecer la idea subyacente. De hecho, se podría perdonar al oyente casual que piense que la obra es simplemente una improvisación libre, sin un principio ni un final claros [...] La ausencia de un acorde dominante aquí se suma a la ambigüedad sonora del giro. El resultado es una ensoñación musical fluida que no parece tener límites claros entre sus estribillos.
La pieza, inusualmente lenta, comienza con un esbozo en el piano, una introducción ligera y etérea, que crea un paisaje de paz y tranquilidad para que el grupo se incorpore. La trompeta con sordina de Miles Davis entra con una interpretación melódica y conmovedora, impecable y llena de vida. Luego, el piano de Bill Evans se mantiene sobrio y preciso, sin buscar protagonismo. John Coltrane sigue con una ejecución extraordinaria, profundamente expresiva y bella, sin pedantería técnica. Miles regresa con su trompeta para cerrar el ciclo melódico, y finalmente, Bill Evans concluye con unas notas pausadas y nostálgicas.
"Blue in Green" aparece en la mayoría de las versiones del Real Book, desarrollada, generalmente como una balada a tiempo lento.
Los acordes comúnmente aceptados son:
| A | Bb7M#11 | A7#9  | Dm9 Db7 | Cm7 F7b9 |
| A | Bb7M    | A7b13 | Dm6/9   | --       |
| A | E7#9    | Am9   | Dm9     | --       |

El primer compás suele tocarse más bien con un acorde de Sol menor con un 13 natural añadido (Gm13), que contiene un Fa natural, pero el estilo de esa parte ya está claro porque la nota de apertura de la melodía es el Mi natural principal de la escala de Fa mayor, y que es el 13 natural de ese acorde.
La progresión no debería describirse simplemente como «de diez compases», ya que en realidad se trata de diez acordes o escalas que se articulan a diferentes velocidades según la sección. En la Introducción, la Coda, el Solo II del piano y el Solo III de saxo, la progresión avanza a razón de dos acordes por compás (5 compases). En los solos I y V de Miles Davis, se ralentiza a un acorde por compás (10 compases), y en el Solo IV de piano se acelera a cuatro acordes por compás (2½ compases) disminuyendo su duración. La Coda recorre dos vueltas completas de la progresión más los tres primeros acordes de una tercera vuelta, que concluye con el mismo acorde inicial. El solo central de Coltrane, ubicado simétricamente entre los de Evans y Davis, es considerado uno de los más emotivos de su carrera.

## Legado
Evans mostró una mayor fidelidad a "Blue in Green" que Davis en años posteriores, manteniéndola en su repertorio durante las dos décadas siguientes y dejando tras de sí varias interpretaciones grabadas memorables. Miles, en cambio, nunca la volvió a grabar.
Durante muchos años, pocos artistas de jazz, aparte de Evans, interpretaron esta obra. Cuando Gary Burton se inspiró en "Blue in Green" para un proyecto con Stéphane Grappelli en 1969, una década después de Kind of Blue, la idea de versionar esta composición aún era novedosa; su encanto, en este caso, se vio potenciado por la presencia de un violinista asociado con melodías swing de preguerra y no con este tipo de música. Al año siguiente, John McLaughlin grabó "Blue in Green" para su álbum "My Goals Beyond" en una interesante versión, y volvió a grabarla en una versión más extensa en vivo en 1989.
La pieza se convirtió posteriormente en un estándar de jazz y ha sido grabada por muchos artistas, entre ellos Richie Beirach (1981), Kevin Eubanks (1982), Art Farmer (1983), Ralph Towner con Gary Burton (1985), Fred Hersch con Charlie Haden (1986), Lee Ritenour (1990 y 2005), Gonzalo Rubalcaba (1991), Al Jarreau (1992), World Saxophone Quartet (1998, con Jack DeJohnette), Cassandra Wilson (1998, con su propia letra y bajo el título «Sky and Sea»), Tierney Sutton (2001, con letra de Meredith d'Ambrosio), Kenny Burrell (2003), Eliane Elias (2008), Marian McPartland (2008), Magos Herrera y Javier Limón (2014), Jacky Terrasson (2015), Jack DeJohnette con Ravi Coltrane (2016), y muchos otros.
El crítico de jazz Ted Gioia señala:
Admiro mucho esta pieza, pero no la considero realmente una canción. Es más bien una meditación [...] Hoy en día, esta composición es un tema habitual en el repertorio estándar de jazz, y su posición se ve reforzada por sus acordes y melodía frescos y sin clichés, que suenan tan contemporáneos hoy como cuando Davis presentó "Blue in Green" al público por primera vez [...] A pesar de su popularidad, los músicos deben ser valientes para tocarla en un concierto. "Blue in Green" no tiene estribillos pegadizos ni interludios extravagantes, y a menos que te hayas ganado la reverencia del público, corres el riesgo de perder su atención [...] En el contexto adecuado, con oyentes dispuestos a participar en una meditación colectiva, esta obra puede ser un trampolín para una experiencia que casi trasciende al jazz.
Federico Lechner lo equipara con un mantra. Pero no es sólo eso lo que destaca de Blue in Green, sino el hecho de haber acercado el jazz a un público que, en general, renegaba de todo lo que muchos jazzmen (como Charlie Parker) representaban en aquel entonces (bohemia nocturna y arrabalera, marginalidad…): «De alguna manera (Blue in Green) 'blanqueó' el jazz. Como también la misma presencia de Bill Evans en ese grupo (el único de los músicos no afroamericano en aquella histórica grabación era Evans)». Para el pianista argentino, este tema sacó al jazz de las raíces del blues y lo acercó más al mundo impresionista, a la música clásica, que era la escuela y la línea musical de Bill Evans: «Me imagino a un neoyorquino burgués, a quien el jazz le pudiese haber parecido ruidoso e incomprensible, diciendo: ¡qué fino!, ¡qué delicado!».
Para el periodista musical Ashley Kahn «Blue in Green es la miniatura tranquila dentro de un álbum de meditaciones más extensas, cinco minutos y medio de solos relajados y susurrantes sobre una secuencia circular de acordes [...] Puedes decir dónde empieza, pero no dónde acaba. Me gusta este suspense. No sólo suena bien, sino que además es imprevisible.»